# Shipping Forecast
De Shipping Forecast is het officiële weerbericht voor de zee rond de Britse Eilanden, dat viermaal daags wordt uitgezonden op BBC Radio 4. Het wordt opgemaakt door het Met Office in opdracht van het Maritime and Coastguard Agency. Het volgt steeds hetzelfde stramien en is beperkt tot 370 woorden. Op sommige momenten worden ook weerrapporten van kuststations en een weersverwachting voor de kustwateren van Groot-Brittannië uitgegeven. Deze uitbreidingen vallen niet onder de norm van 370 woorden. Ook luisteraars die niets met de scheepvaart te maken hebben, luisteren graag naar The Shipping Forecast; door zijn monotone ritme en altijd dezelfde weerkerende structuur oefent het op sommigen een hypnotische invloed uit. In de literatuur en poëzie wordt er dan ook vaak naar verwezen. Het programmaonderdeel bestond op 13 december 2016 150 jaar. Daarmee bestaat het langer dan de BBC zelf. 

## Uitzendingen
De Shipping Forecast wordt uitgezonden op de volgende momenten:
00:48: Op de FM-omroep en de lange golf. Deze uitzending bevat weerrapporten van kuststations om 00:52 en een weersverwachting voor de kustwateren van Groot-Brittannië om 00:55.
05:20: Op de FM-omroep en de lange golf. Deze uitzending bevat weerrapporten van kuststations om 05:25 en een weersverwachting voor de kustwateren van Groot-Brittannië om 05:27.
12:01: Alleen op de lange golf.
17:54: Op werkdagen alleen op de lange golf, in de weekenden ook op FM-omroep.

## Regio's

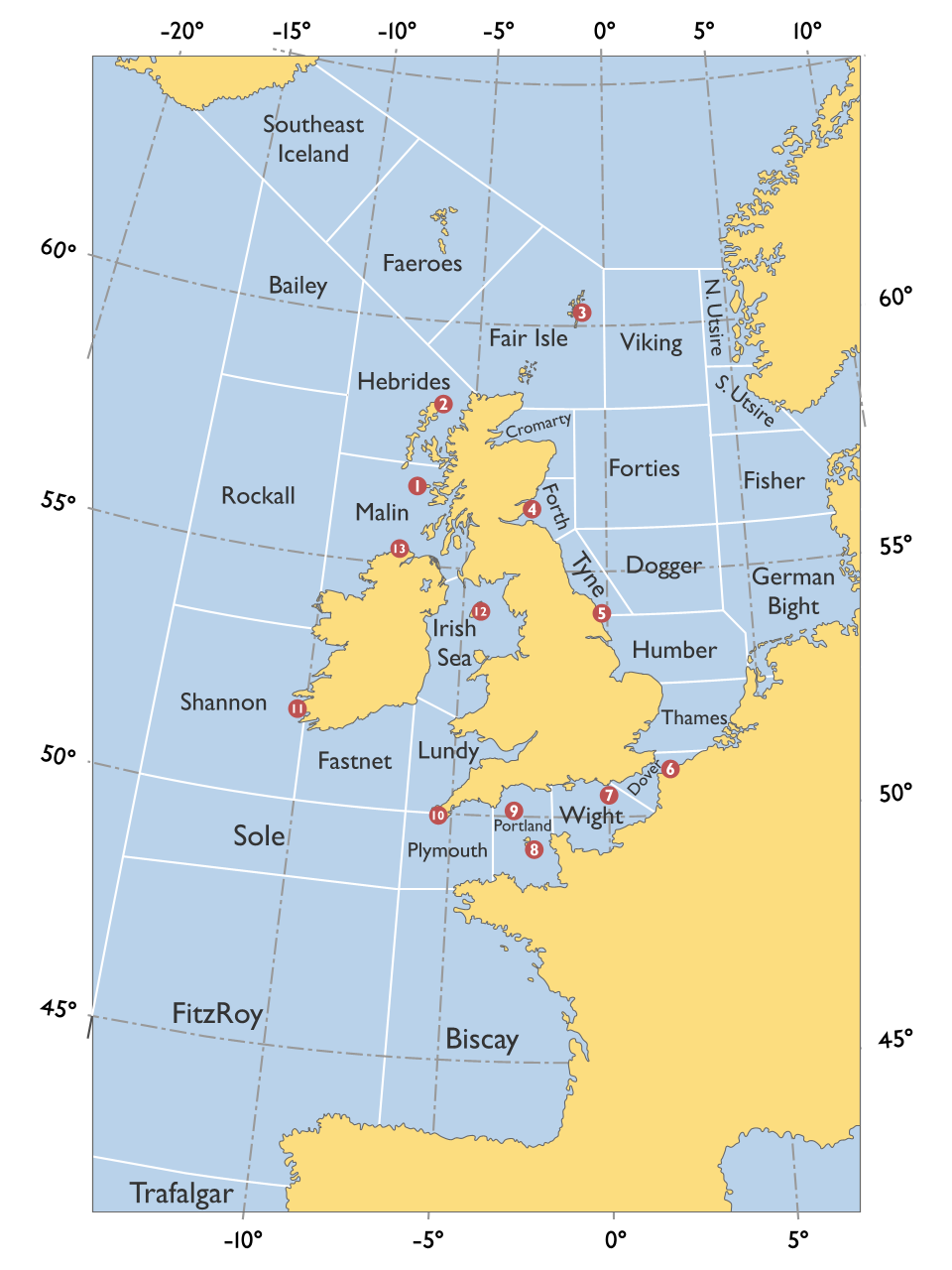
De zee- en kustgebieden die worden vermeld in The Shipping Forecast

De regio's die worden behandeld zijn:
| - Viking - Noord-Utsire - Zuid-Utsire - Forties - Cromarty - Forth - Tyne - Dogger - Fisher - Duitse Bocht | - Humber - Theems - Dover - Wight - Portland - Plymouth - Golf van Biskaje - Trafalgar - FitzRoy (voorheen Finisterre) - Sole | - Lundy - Fastnet - Ierse Zee - Shannon - Rockall - Malin - Hebriden - Bailey - Fair Isle - Faeröer - Zuidoost-IJsland |

## Structuur
- Het begint altijd met de woorden: And now the Shipping Forecast, issued by the Met Office on behalf of the Maritime and Coastguard Agency at xx:xx GMT/BST at ... Dan volgt de actuele datum, hoewel het ook voorkomt dat er gewoon today wordt gezegd.
- Waarschuwingen voor wind in de desbetreffende regio's.
- De General Synopsis: de regio, de luchtdruk in millibar en de richting (bijvoorbeeld Low, Rockall, 987, deepening rapidly, expected Fair Isle 964 by 0700 tomorrow).
- Vervolgens de individuele voorspelling per regio: windrichting, windsnelheid op de schaal van Beaufort, neerslag, staat van de zee en zichtbaarheid. Is de wind sterker dan windkracht 8, wordt het cijfer erbij vermeld. De draairichting van de wind wordt uitgedrukt als veering (in wijzerzin) of backing (in tegenwijzerzin). Een zichtbaarheid van hoger dan 5 zeemijlen geldt als good, tussen 5 en 2 is moderate, poor is tussen 1000 meter en 2 zeemijlen, en minder dan 1000 meter is fog: mist.
- Indien 's winters van toepassing, kan een waarschuwing voor icing worden gegeven, wanneer het gevaar bestaat dat overkomend zeewater op het schip bevriest en de stabiliteit hierdoor in gevaar komt.

Een typische regiovoorspelling klinkt dus als: Rockall, Malin, Hebrides. Southwest gale 8 to storm 10, veering west, severe gale 9 to violent storm 11. Rain, then squally showers. Poor, becoming moderate. Het is de bedoeling dat het in een gelijkmatig tempo wordt voorgelezen, zodat men de gelegenheid heeft het indien nodig te noteren. BBC Radio 4 is hiervoor uiterst geschikt, omdat het een zender is waarop vrijwel uitsluitend gesproken wordt en die bovendien uitzendt op de lange golf, waardoor hij probleemloos overal in de Britse wateren en op het continent kan worden ontvangen